# Южный Тепото

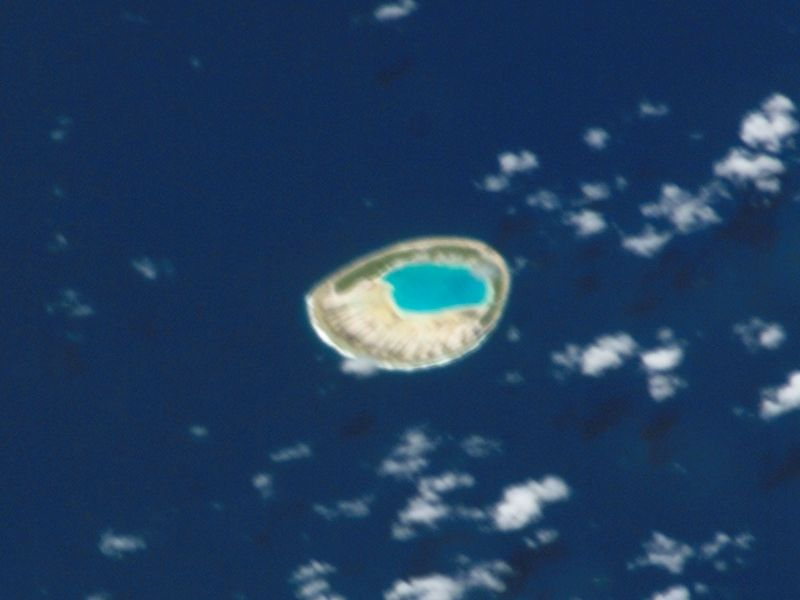
Космический снимок атолла.

Южный Тепото (фр. Tepoto Sud) — атолл в архипелаге Туамоту (Французская Полинезия). Расположен в 20 км к юго-западу от острова Хити.

## География
Южный Тепото представляет собой атолл длиной в 3 км и шириной в 2,4 км. Это самый маленький остров во Французской Полинезии. В центре расположена небольшая лагуна, соединённая с океаническими водами узким проходом.

## История
Южный Тепото был открыт в 1820 году русским путешественником Фаддеем Фаддеевичем Беллинсгаузеном.

## Административное деление
Административно входит в состав коммуны Макемо.

## Население
В 2007 году атолл был необитаем, хотя время от времени его посещали жители близлежащих островов.